# كسرى الأول
كِسْرَى الأَوَّلُ (501–579 مـ) معروف أيضا باسم أَنُوشِرْوَانَ العَادِلِ (بالفارسيه: انوشيروان دادگر) الروح الخالدة واسمه كسرى أنو شروان بن قباذ بن يزدجرد بن بهرام جور. حكم الإمبراطورية الساسانية ما بين 531 و579 للميلاد. وقد اعتلى العرش بعد أبيه قباذ الأوّل. وضع الأسس لمدن وقصور وبنى العديد من الجسور والسدود، وخلال عهده ازدهرت الفنون والعلوم في بلاد فارس، وكانت الإمبراطورية الساسانية في قمة مجدها، وهو أحد الأباطرة الأكثر شعبية في الثقافة والأدب الإيرانيين.

## بداية حياته
أيد والد كسرى الأول قباذ الأول، الديانة المزدكية، التي كانت تؤمن بمجتمع قائم على المساواة، فساند العديد من الفلاحين الثورة المزدكية التي ترفض احتكار السلطة من قبل النبلاء، بعد وفاة قباذ الأول دعم المزدكية ابنه الأكبر کیوس بينما دعمت العائلات النبيلة والزرادشتية كسرى الأول، فواجه كسرى شقيقه كيوس في حرب وانتصر عليهِ فيها وأعدم في وقت لاحق. كان الصراع مفتوحا في عهد كسرى بين الإمبراطورية البيزنطية والساسانية ولم تكن الإمبراطورية الساسانية قادرة على التقدم في المعارك مما دفع بكسرى الأول والامبراطور جستنيان (ملك بيزنطة) إلى عقد معاهدة سلام في سنة 531.

## عهده

### ملخص
كان كسرى الأول يمثل الملك الفيلسوف في الإمبراطورية الساسانية فبعد صعوده العرش لم يحكر السلطة إلى طبقة النبلاء ولكن سلمها إلى حكومته المركزية. ويعتبر عهد كسرى أحد أنجح العهود ضمن الإمبراطورية الساسانية. وتركزت اهتماماته على تحسين الأوضاع الداخلية والإصلاحات والحملات العسكرية ونشر المعتقدات الفلسفية وكذلك ازدهرت السلع والتجارة من أقصى الشرق إلى أقصى الغرب.

### الإصلاحات
اهتم كسرى بالإصلاحات الداخلية. فأدت الإصلاحات إلى صعود الدولة البيروقراطية على حساب العائلات النبيلة وتقوية الحكومة المركزية وإعادة تنظيم الجيش واهتم بفيلق سلاح الفرسان. وأجرى الإصلاحات في مجال الضرائب الامبرطورية. واهتم بتقوية الاقتصاد مما سمح لحملاته العسكرية بالاستمرار لفترات طويلة.

### الإصلاحات الضريبية
أشاد العلماء بإصلاحات كسرى الضريبية. وأبرزها التي بدأها قباذ الأول ونفذت من قبل كسرى بالكامل. فقد كانت غالبية الأراضي مملوكة من قبل سبع عائلات نبيلة، والتي كانت تتمتع بالإعفاءات الضريبية من قبل الإمبراطورية الساسانية.

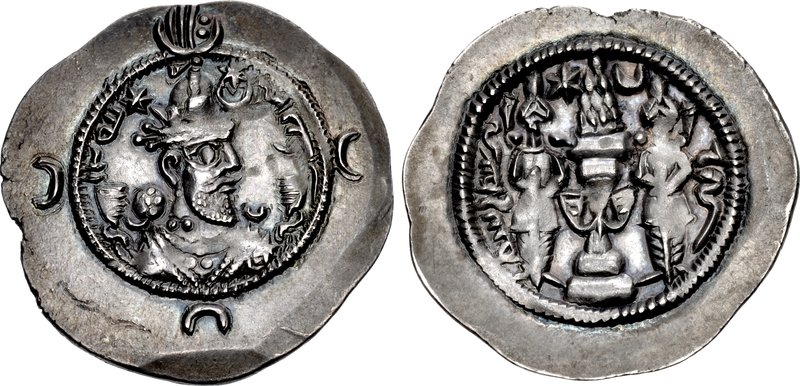
عملة مسكوكة لكسرى الأول

ومع اندلاع ثورة المزدكية كانت هناك انتفاضة من قبل الفلاحين والمواطنين الذين انتزعوا أجزاء كبيرة من الأراضي تحت قيم المساواة التي أرستها الثورة ونتيجة لذلك حصل ارتياح كبير على حيازة الأراضي وملكيتها، حيث سحبت جميع الأراضي دون تميز وبدأ فرض الضرائب على جميع الأراضي في إطار برنامج موحد واضح. على أن تذهب عائدات الضرائب التي كانت تدفع إلى العائلات النبيلة إلى خزينة الحكومة المركزية.
ولأن الضرائب ثابتة لا تتغير فقد مكن ذلك الحكومة المركزية من معرفة مقدار الإيرادات لكل عام. وكانت الآلية قبل الإصلاحات تنص على جمع الضرائب على أساس محصول الأرض فتغير هذا النظام إلى الحسبة بأساس حصة الأرض من المياه. أما الأراضي التي نمت بها أشجار النخيل وأشجار الزيتون فحسبت لها طريقة مختلفة في حسبة الضرائب وتحسب الضرائب عليها على أساس كمية إنتاج الأشجار التي بها. وهذهِ الإصلاحات الضريبية كانت حجر الأساس في الإصلاحات اللاحقة في المجالات البيروقراطية والعسكرية.

### الإصلاحات البيروقراطية
كان من أهم مميزات الإصلاحات البيروقراطية في عهد كسرى خلق طبقة جديدة في المجتمع الذي كان يتكون قبل ذلك من ثلاث فئات اجتماعية فقط تتكون من (المجوس، النبلاء، الفلاحين) إذ أضاف كسرى فئة رابعة للتسلسل الهرمي بين النبلاء والفلاحين، تسمى المزارعين (بالفارسية: دهقان) وكان المزارع يملك أرضاً ممنوحة من قبل الإمبراطورية الساسانية واعتبر أقل نبلا، فبنى كسرى علاقته مع المسؤولين الحكوميين على الثقة والأمانة بدلا من النبلاء الذين اشتهروا بالفساد. وقد فضّل المزارعين على النبلاء لأنهم أكثر ثقة وولاء للشاه فأصبح المزارعون العمود الفقري للامبراطورية، وصاروا يملكون أغلبية الأراضي ويشغلون المناصب في الإدارة المحلية والإقليمية.
لقد ساعد النظام الجديد على الحد من نفوذ الأسر الكبيرة مما حسن قوة سيطرة الإمبراطورية والتي كانت سابقا مبنية على أن لكل عائلة كبيرة ملكية جزء كبير من الأراضي وتسمى هذه الاسر بالملوك الإقطاعيين.

### الإصلاحات في الجيش
جرت إصلاحات كبرى في الجيش وأصبح الجيش قادرا على خوض حروب مستمرة وعلى جبهات متعددة كما أصبح نشر الجيوش يتم بشكل أسرع. فقبل عهد كسرى، ومثل الكثير من جوانب الإمبراطورية كان الجيش يعتمد على الإقطاعيين من الأسر الكبيرة لتوفير الجنود والفرسان، حيث أن كل أسرة توفر الأفراد عندما يتم الاستدعاء من قبل الشاه. فتم استبدال النظام مع ظهور فئة المزارعين الذين تجهزهم الحكومة المركزية.
وكانت القوة الرئيسية للجيش الساساني تتمثل في سلاح الفرسان، الذي كان سابقا حكرا على الإقطاعيين إذ كان تجنيد سلاح الفرسان يتم بشكل محدود للغاية. ومع وجود نقص في الجنود المتدربين تدريبا جيدا، وبعد ظهور طبقة المزارعين الذين أثبتوا أنهم قادرون على الانضمام إلى سلاح الفرسان. عزز ذلك من عدد قوات سلاح الفرسان بشكل ملحوظ وركز الإصلاح في الجيش على تنظيم وتدريب القوات وتجاهل كسرى نظام تقسيم المناطق القديم واستبدله بنظام تقسم فيه الإمبراطورية إلى أربع مناطق عسكرية أو عامة ولكل منطقة مسؤول.

## الحروب

### الحرب مع (جستينيان)
في عام 532 م أبرم كسرى معاهدة السلام الأبدي مع الإمبراطورية البيزنطية وجرى تسوية نزاع الأراضي بين الرومان والساسانيين. وفي عام 540 كسر الإمبراطور كسرى المعاهدة وهاجم بلاد مابين النهرين وسوريا ثم هاجم بعد ذلك أناطكية. وعلى طول الطريق إلى أنطاكية كان كسرى ينتزع الجزية من المدن. وكانت أسوار أنطاكية قد تضررت جراء الزلزال في عامي 526-525. ولم يصلح السور بسبب انشغال الرومان بحملاتهم العسكرية غربا. مما سهل هجوم كسرى على المدينة. فنهبت وإحرقت مدينة أنطاكية وعندها عقد الإمبراطور جستينيان هدنة ودفع الجزية إلى كسرى. وأثناء رجوع كسرى إلى بلاد فارس كسر الإمبراطور جستينيان الهدنة فورا وأرسل القائد بيليساريوس لشن هجوم ضد الساسانيين.

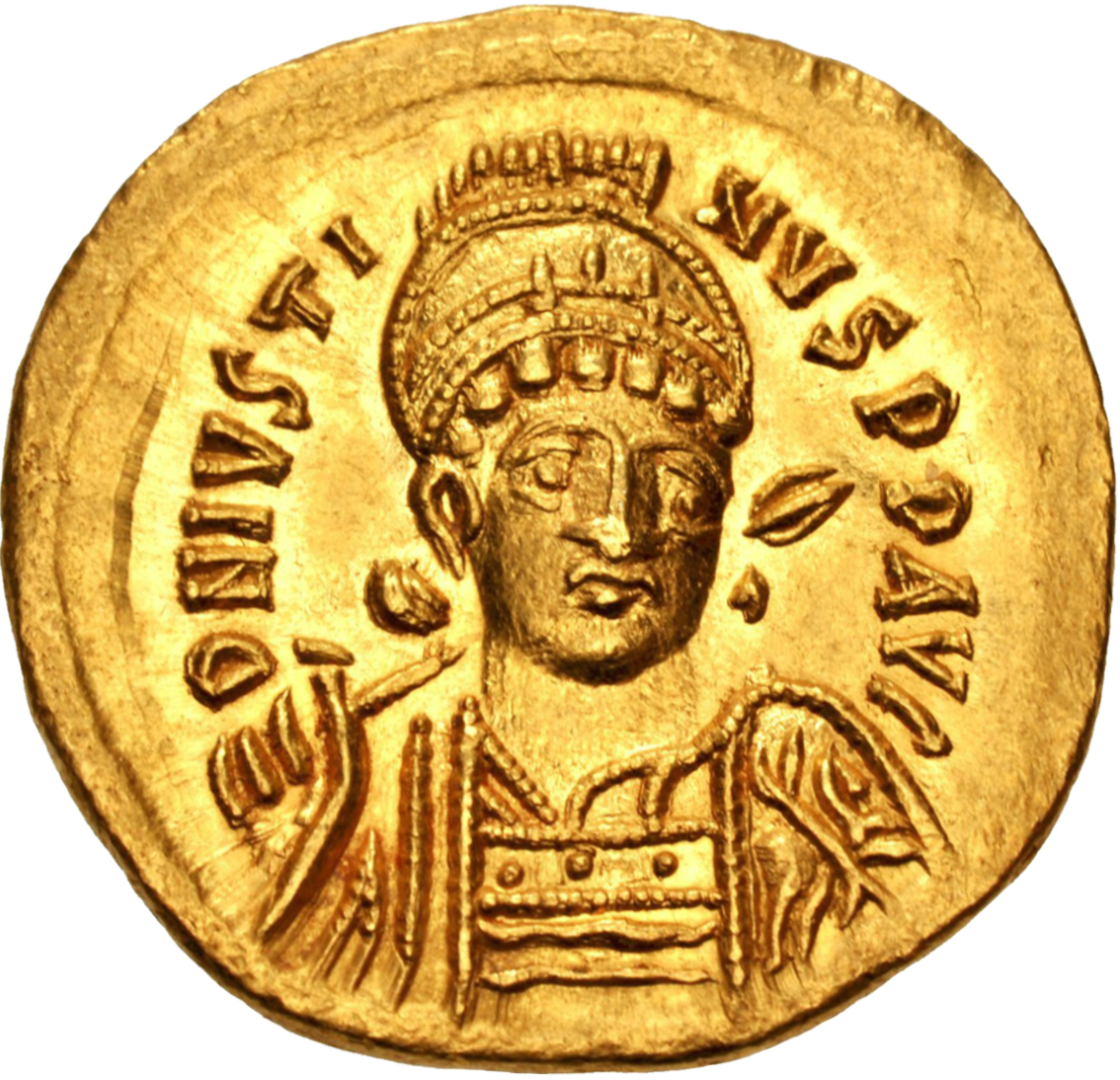
سوليدوس جوستين الأول

كانت هناك العديد من الدوافع وراء كسر معاهدة السلام الابدية. حيث ارسل مبعوث من مملكة القوط الشرقية دعى كسرى لممارسة الضغط على الجبهة الشرقية لروما. وتحدث المبعوث عن هدف الإمبراطور جستينيان لتوحيد العالم تحت الحكم الروماني. وأقنع المبعوث كسرى أنه إذ لم تتصرف فارس في وقت قريب فسوف تصبح أحد ضحايا عدوان البيزنطيين. وكانت مخاوف الجيش الفارسي أنه بمجرد انتهاء الجيش الروماني من غزو الغرب فسوف يتحول إلى الشرق ويضرب أسفل فارس. مما دعا كسرى لكسر معاهدة السلام وتوجيه ضربة استباقية لأنطاكية. وكانت هناك أيضا ضغوط واضطرابات في كل من الممالك العربية وأرمينيا الذين كانوا متحمسين للحرب
وبعد مرور عام على غزو أانطاكية، حرك كسرى جيشه شمالا إلى لازيكا بناء على طلب الملك ازيتش لصد الغزاة البيزنطيين لأرضه. وفي الوقت نفسه وصل القائد بيليساريوس إلى بلاد مابين النهرين، وبدأ الهجوم على مدينة نصيبين. وعلى الرغم من تفوق جنود بيليساريوس في العدد إلا أن المدينة كانت محصنة بشكل جيد. فاضطر إلى تخريب المدن حول نصيبين. وفي وقت لاحق صدر له الأمر بالعودة إلى الغرب بعد حملاته الناجحة في أرمينيا، ما شجع كسرى لمهاجمة سوريا من جديد فتوجه كسرى إلى الجنوب نحو الرها وحاصر المدينة وكانت الرها مدينة أكثر أهمية مما كانت عليه أنطاكية، ولكن الجنود المدافعين عنها كانوا قادرين على مقاومة الحصار مما جعل الفرس يضطرون للانسحاب من الرها، وعقد هدنة لمدة خمس سنوات مع الإمبراطورية البيزنطية، وبعد مرور أربع سنوات، اندلع تمرد في لازيكا ضد سيطرة الساسانيين. وردا على ذلك بُعث الجيش البيزنطي لدعم شعب لازيكا لتنتهي بذلك الهدنة التي انشئت، وبالتالي عودة واستمرار الحروب في لازيكا

### حروب لازيكا
تداخلت حروب لازيكا مع حرب كسرى ضد جستينيان، كما كانت هنالك العديد من المعارك التي تداخلت مع بعضها البعض. وحتى الآن تعتبر أنها حروب مختلفة. وكثيرا ما خاض كسرى حروبا نيابة عن مواطني لازيكا وأرمينيا أو دفاعا عن المصالح الساسانية في لازيكا
وكانت منطقة القوقاز وخاصة شمال أرمينيا مجالا رئيسيا للتنافس بين الرومانيين والساسانيين. وبدأت حروب لازيكا عندما تدخل الساسانيون للدفاع عن ملك لازيكا ضد تعديات البيزنطيين، وكان كسرى قادرا على التوغل عميقا في لازيكا وتأمين مدينة قلعة البتراء الواقعة على ساحل البحر الأسود الذي يوفر للساسانيين منفذا استراتيجيا.
لاحقا اضطر كسرى إلى الانسحاب من لازيكا ولم يتبق سوى 1500 جندي في البتراء للدفاع عن الأراضي، في حين ذهب هو للتعامل مع بيليساريوس في بلاد ما بين النهرين. وفي عام 542 حاول جستينيان إجراء هدنة مع كسرى لكن بدلا من ذلك أرسل جيشا ضخما تعداده 30.000 إلى أرمينيا. وكان تعداد جيش الساسانيين هناك نحو 4.000 جندي فقط وأُجبر الجيش الساساني على التراجع إلى بلدة انجلو في أرمينيا فواصل الجيش البيزنطي ملاحقة الجيش الساساني ولكن تم نصب كمين للجيش البيزنطي مما أدى لهزيمته هزيمة ضخمة في العام 543. فحقق كسرى تقدما في الحروب في لازيكا وفي الحروب ضد جستينيان.
أعلن جيستنيان وكسرى هدنة لمدة خمس سنوات في عام 545. ولكن استمرت الحروب تعصف بمنطقة القوقاز. فوقع تمرد عام 547 م في لازيكا ضد الساسانين فارسل جستنيان 8.000 جندي لدعم ملك قابيزز وحاصر الجيش البيزنطي مدينة البتراء وكان يوجد بالمدينة 1.500 جندي ساساني فتم دخول المدينة، وقتل 1.200 جندي ساساني ولكن سرعان ما انسحب الجيش البيزنطي بعدما وصل حوالي 30.000 جندي ساساني للإغاثة والدعم
في عام 549 م وبعد تجاهل الهدنة بين جستنيان وكسرى اندلعت الحرب من جديد بين الفرس والرومان وجاءت المعركة الحاسمة للحرب عام 556 عندما انتصر الجنرال البيزنطي مارتن في المعركة ضد المشير الفارسي، فتم عقد اتفاق سلام في العام 556 م الذي احتوى على 51 شرطا.

### الحرب في الشرق
مع الهدوء والاتفاق المستمر مع البيزنطيين في الغرب، أصبح كسرى قادرا على الإهتمام (بالهفتاليت) الشرقيين أو الهون البيض. ومع الإصلاحات التي نفذها في الجيش كانت توجد مخاوف من هجوم للهفتاليت. وبدأ البحث عن حلفاء وجاء الجواب. بعد توغل الأتراك في آسيا الوسطى
وكانت الهفتاليت قوة عسكرية كبيرة ولكنها تفتقر إلى التنظيم على جبهات متعددة. فتحالف الفرس والقبائل التركية وشنوا هجوما من محورين على الهفتاليت واستفادوا من الفوضى وتفرقهم فيما بينهم ونتيجة لذلك استولت القبائل التركية على الأراضي في شمال إقليم جيحون في حين ضم الفرس الأراضي إلى الجنوب
وتدهورت العلاقات الودية بين القبائل التركية والفرس بعد فتح أرض الهفتاليت فأراد كل من الفرس والأتراك السيطرة على طريق صناعة الحرير والتجارة بين الغرب والشرق الأقصى. وفي عام 568 م أرسل الاتراك إلى البيزنطيين اقتراحا للتحالف فيما بينهما والهجوم من محورين على الإمبراطورية الساسانية. ولكن لم يتم الاتفاق بينهما.

### حرب في اليمن ضد إثيوبيا
في عام 522 م وقبل عهد كسرى، قامت مجموعة من الوحدانية الاثيوبيين بالهجوم على مملكة حِـميَّـر، المهيمنة على جنوب شبه الجزيرة العربية ولم يكن زعيم حمير قادرا على مقاومة الهجوم، فطلب المساعدة من الساسانيين، في حين طلب الاثيوبيين المساعدة من البيزنطيين، وأرسل الاثيوبيون دعما عن طريق البحر الأحمر.فتم قتل زعيم حمير، وعُيًن مكانه رجل إثيوبي ليكون ملكا للمنطقة.
وفي العام 531، اقترح جستنيان أنه ينبغي على الاثيوبيين منع الفرس من طريق التجارة الهندية من خلال التجارة البحرية مع الهنود. لم يقبل الاثيوبيون هذا الطلب بسبب اعتلاء العرش من قبل أحد العوام الاثيوبيين وهو المسمى أبرهة والذي أنشأ دولة مستقلة، وبعد وفاة أبرهة نفى سيف بن ذي يزن فاحد ابناءه حين تولى الاخ غير الشقيق الحكم، طلب سيف بن ذي يزن المساعدة من الإمبراطور جستنيان إلا أنه رفض المساعدة، بعد ذلك طلب المساعدة من قبل كسرى، الذي أرسل أسطولا صغيرا وجيشا تحت قيادة وهرز الذي عزل الملك الحالي، بعد الاستيلاء على العاصمة تم تعيين سيف ملكا واعتبار اليمن لاحقا إحدى إمارات الامبراطورية الساسانية.

### حرب جستين الثاني
توفي جستنيان في العام 565 م، وتولي الحكم بعد ذلك جستين الثاني، وفي عام 555 امر الحاكم الساساني لارمنينا ببناء معبد للنار ونفذ فيه حكم اعدام ضد عضو من عائله نبيله ذات شعبيه وتاثير في البلاد، مما ادى إلى اضطربات مدنية هائلة، ادت إلى تمرد وقتل الحاكم وحرسه الشخصي في سنة 571 . واستغل جستين الموقف كذريعه لوقف دفع الضربية السنوية إلى كسرى، مما ادى إلى انهاء اتفاقية السلام التي عقدت سنة 51 قبل عشر سنوات . واعتبر الارمن حلفاء للامبراطورية البيزنطية. وارسل الجيش البيزنطي لمحاصرة نصيبين وقد نجح جستين بواسطة الضابط طيباريوس في 578 م، فغزى كسرى أرمينيا من جديد، وكانت حملته ناجحه في البداية، وبعد فتره وجيزة اكتسب البيزنطيين كثيرا من الدعم المحلي. فجرت محاولة لعقد هدنة وذلك في عام 578 , ولكن تم التخلي عن الامر عندما احرز الساسانيين تقدما وانتصارا كبيرا، ولكن تحولت الحرب مرة أخرى عندما دخل القائد البيزنطي موريس واستولى على العديد من المستوطنات الساسانية. وانتهت الثورة عندما منح كسرى عفوا إلى أرمينيا واعادهم إلى الإمبراطورية الساسانية وتم إجراء مفاوضات السلام من جديد لكنها انتهت فجأة مع وفاة كسرى عام 579.

## مشاريع البناء
شهد عهد كسرى توسع في مجال البناء. فشيد كسرى عددا من الأسوار عبر الحدود للحماية من الغارات البدوية، وغيرهم من الأعداء. فعلى الحدود الجنوبية الشرقية قام ببناء جدار يسمى بجدار العرب من اجل منع بدو العرب من اقتحام إمبراطوريته. في الشمال الشرقي قام ببناء جدار للحماية من تهديد الهفتاليت ووالقبائل التركية التي كانت تتوسع على الحدود. وامر ببناء جدار في منطقة القوقاز في دربند.
بعد فتح انطاكيا في عام 541, بنى كسرى مدينة جديدة قرب المدائن. وسميت هذة المدينة مدينة انتيوك . اما السكان المحليون اطلقوا عليها تسمية رومجين وتعني «بلد اليونانيين». اما العرب اطلقو عليها الروميه. وبنى كسرى عدة مدن محصنه، وتم تحسين شبكة الطرق في الإمبراطورية الساسانية. مما ادى إلى سرعة تحرك الجيوش، وزيادة كفاءة الجيش، وادى إلى المزيد من قوة الدفاع عن الإمبراطورية. وقد تم بناء سلسله من المحطات على طول الطرق للاستراحة، ووفر مأوى للمسافرين.

## ملك فيلسيوف

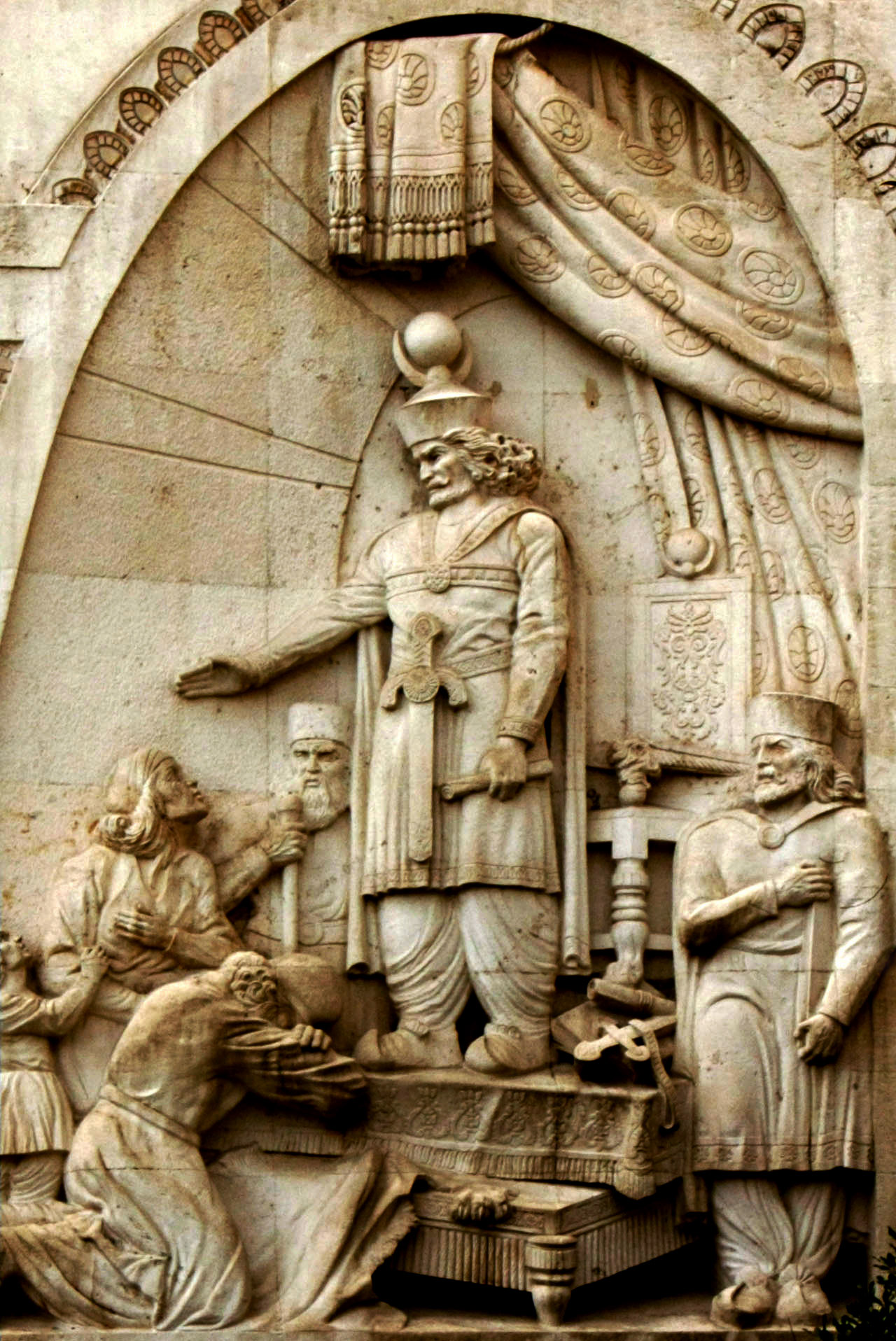
انوشيروان العادل.

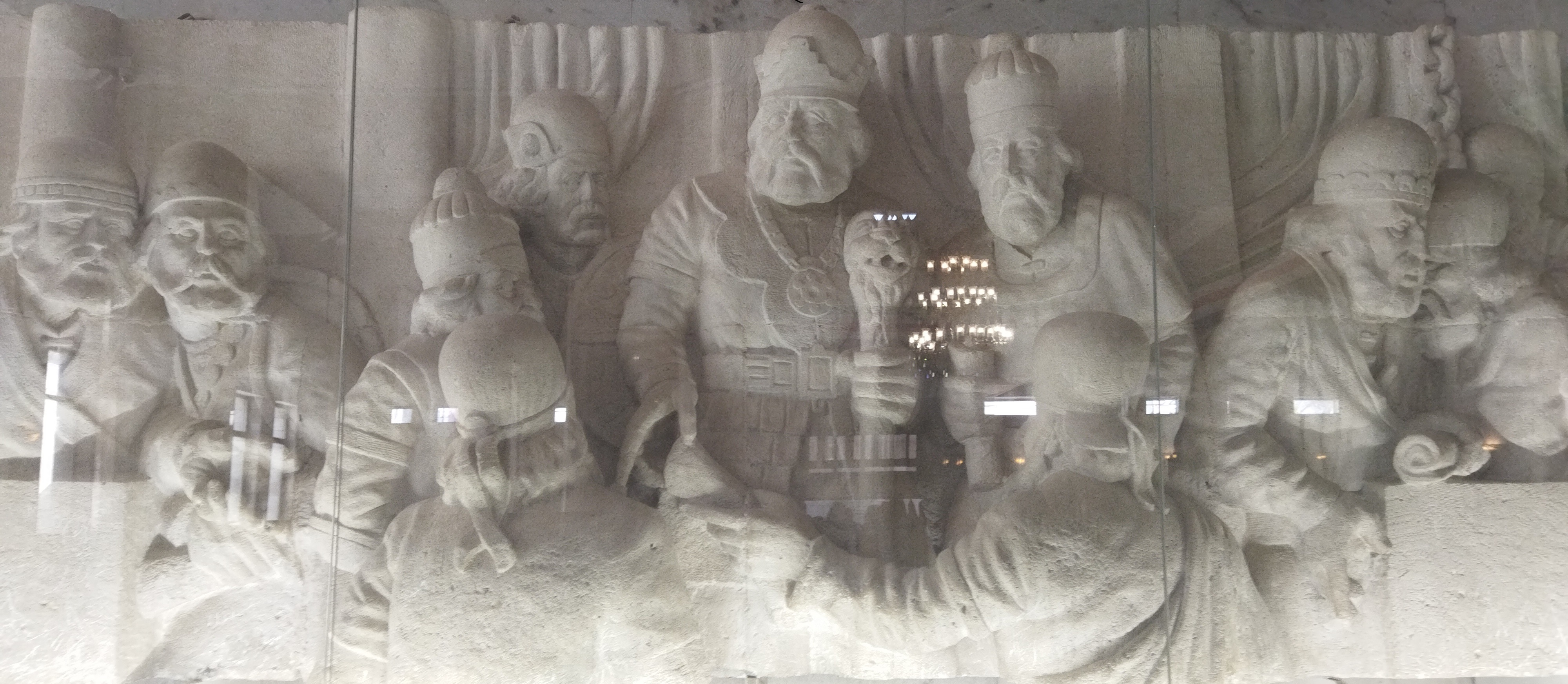
انوشيروان العادل.

وعرف عن كسرى راعيا كبيرا للفلسفه والمعرفة. وكان كسرى متعلما في الفلسفة . ويقال انه تعلم الفلسفة من قبل الفيلسوف الفارسي بول
وقبِلَ كسرى اللاجئين من الإمبراطورية الرومانية الشرقية عندما أغلق جستنيان الأول المدرسة الافلطونية في أثينا في عام 529م. وكان مهتما بشكل كبير بالفلسفة الهندية والعلوم والرياضيات والطب. وبعث السفارات والهدايا المتعددة إلى البلاط الهندي. وطلب منهم إرسال الفلاسفة للتدريس في بلاطه. وقام كسرى بالكثير من الترجمات، وقام بترجمة نصوص من اليونانية والسنسكريتية، والسريانية إلى اللغة الفارسية. وقيل انه حصل على لقب الملك افلاطون الفيلسوف من قبل اللاجئين اليونانيين .بسب اهتمامه الكبير بالفلسفه الافلاطونية.

## الميراث
على رغم من انجازات كسرى ومركزية الإمبراطورية فانها لم تستمر طويلا بعد وفاته، بسبب استياء المسؤولين والعائلات النبيلة بعد ان تم تجريدهم من قوتهم وابعادهم عن السلطة.
وكان عهد كسرى ذو تأثير كبير على الثقافة الإسلامية والحياة السياسية. فالكثير من سياساته واصلاحاته جلبت إلى الأمة الإسلامية في تحولها من حكم الأقلية اللامركزية إلى إمبراطورية الإمبريالية
قدرا كبيرا من العمل الإسلامي الذي كان مستوحاة من عهد كسرى الأول، على سبيل المثال كتاب التاج في أخلاق الملوك للجاحظ

## معرض صور

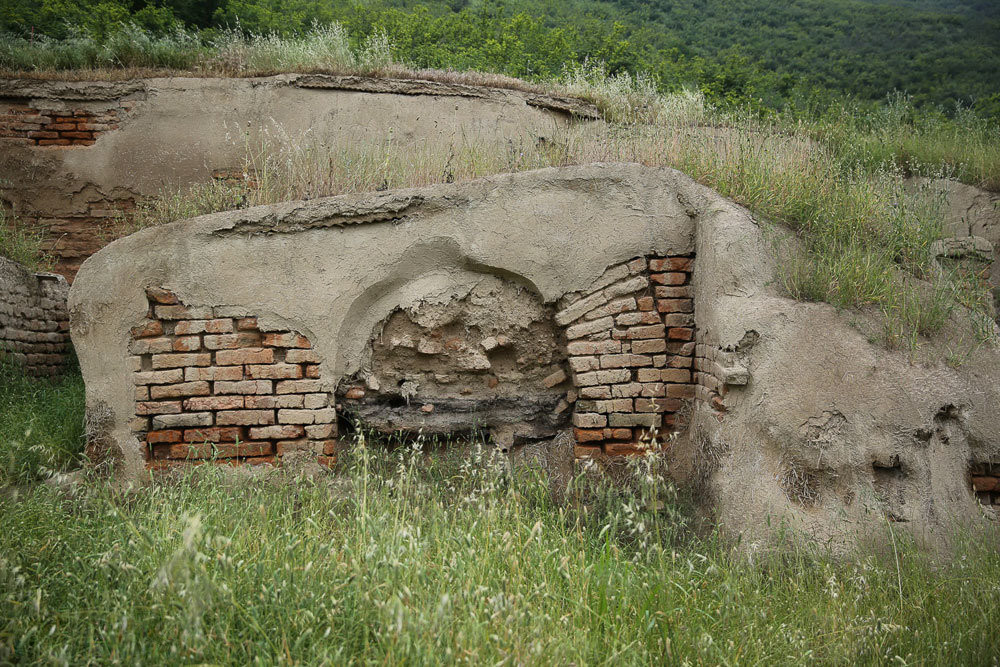
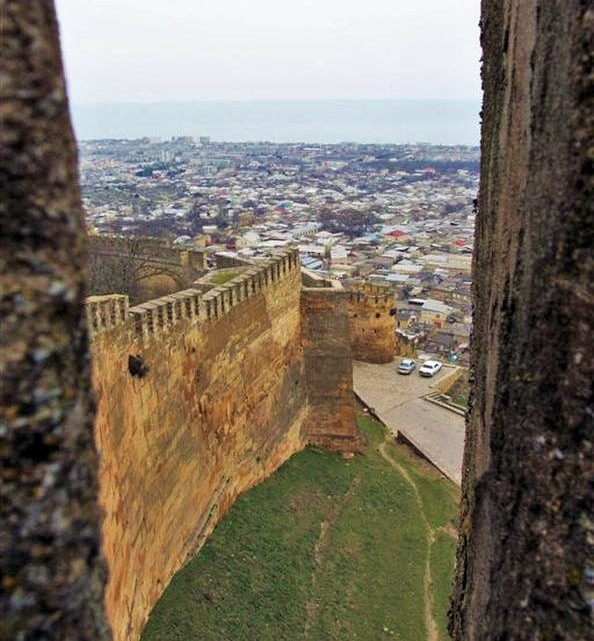
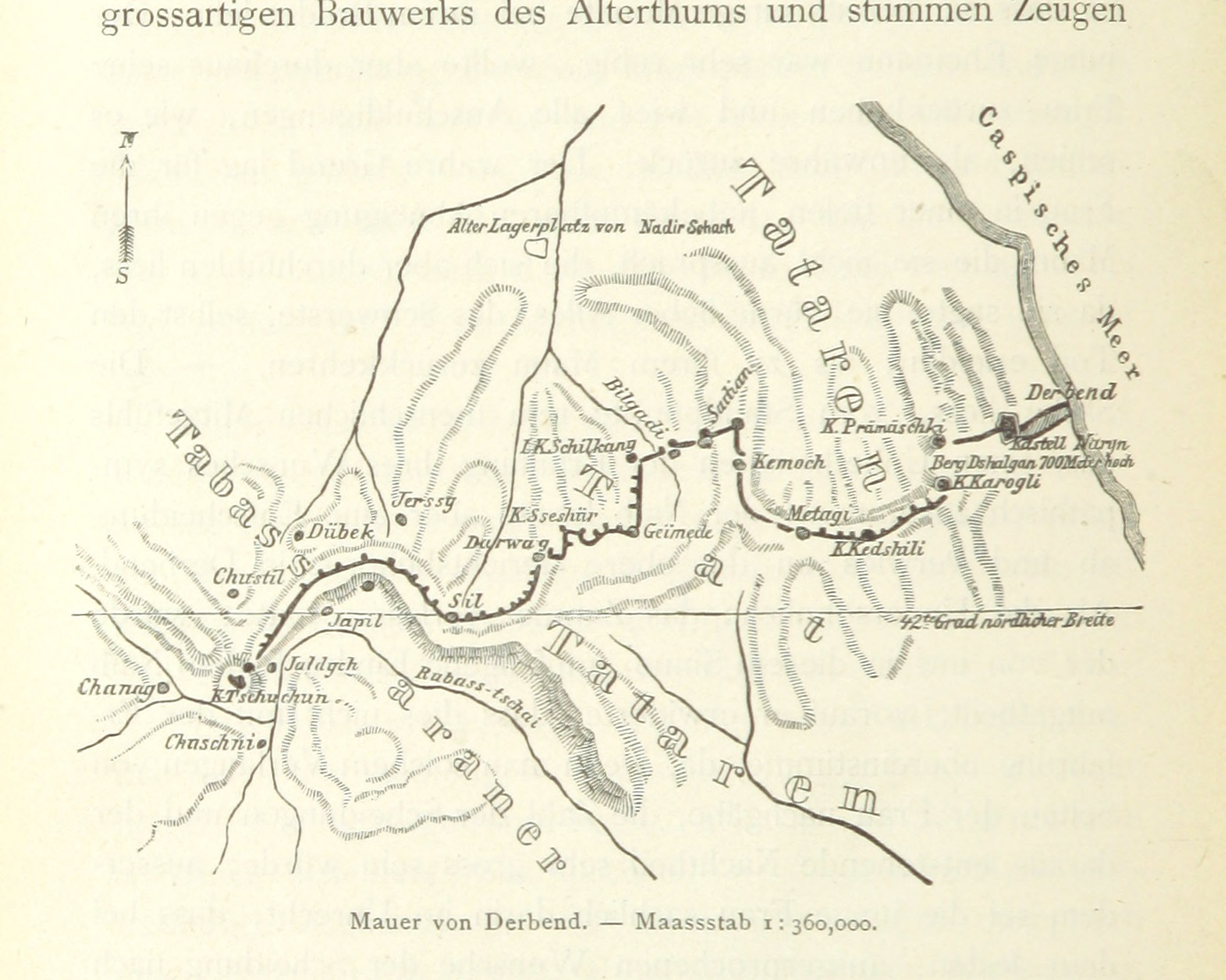